# Loose, Kent
Loose (engelskt uttal: [ˈluːz]) är en ort och civil parish i grevskapet Kent i sydöstra England. Orten ligger i distriktet Maidstone, cirka 4 kilometer söder om Maidstone. Civil parishen hade 2 674 invånare vid folkräkningen år 2021.